# Жданов Олександр Михайлович
Олександр Михайлович Жданов (рос. Александр Михайлович Жданов; нар. 25 січня 1951 — пом. 21 лютого 2021, Санкт-Петербург, Росія) — радянський та російський актор театру й кіно. Заслужений артист Російської Федерації (1995).

## Життєпис
Народився 25 січня 1951 року. Закінчив акторський клас естрадного відділення музичного училища при Ленінградській консерваторії в 1974 році (курс Доната Мечика). З 1976 року працював у Театрі драми й комедії (нині Театр на Ливарному).
Олександр Жданов помер 21 лютого 2021 року в Санкт-Петербурзі на 71-му році життя через тривалу хворобу.

## Роботи актора

### Ролі в спектаклях Театру на Ливарному
- «Не стріляйте в білих лебедів», Б. Васильєв. Режисер — заслужений артист РРФСР Яків Хамармер — Колька
- «Недоросток», Д. І. Фонвізін. Режисер — народний артист Росії, лауреат Державних премій Росії та СРСР Лев Додін — Трішка
- «Річард III», Вільям Шекспір. Постановка — заслужений артист РРФСР Яків Хамармер — Едуард, принц Уельський
- «Знак біди», Василь Биков. Режисер — заслужений артист РРФСР Яків Хамармер — Янка
- «А вранці вони прокинулися», В. Шукшин. Режисер — заслужений артист РРФСР Яків Хамармер — Соціолог
- «Валенсіанська вдова», Лопе де Вега. Режисер — заслужений артист РРФСР Яків Хамармер — Урбан
- «Все в саду», Едвард Олбі. Постановка — Юхим Падве — Роджер
- «Ремонт», М. Рощин. Постановка — Вадим Голіков — Митько Гвоздєв
- «Уроки музики», Л. Петрушевська. Режисер — заслужений артист РРФСР Яків Хамармер — Колька
- «Гортензія в Парижі! Гортензія вільна!», Д. Ленський. Режисер — лауреат Державної премії Росії Геннадій Тростянецький — Сен-Леон
- «Ворон», Карло Гоцци. Постановка — лауреат Державної премії Росії Геннадій Тростянецький — Панталоне, Норандо
- «Салют динозаврам», Г. Мамлін. Постановка — Кирило Філінов — Вася
- «Спритна служниця», Карло Гольдіні. Режисер — Лариса Артемова — Панталоне дей Бізоньйозі, купець
- «Love for love. Любов за любов», Вільям Конгрів. Режисер — Клим — Джеремі
- «Міра за міру», Вільям Шекспір. Постановка — Андрій Андрєєв — 2-ий дворянин
- «Р. В. С.», Аркадій Гайдар. Постановка — Лайма Сальдау — Ординарець
- «Піша людина», Мустай Карим. Постановка — заслужений артист РРФСР Яків Хамармер — Підпівала
- «Ремонт», М. Рощин. Постановка — Вадим Голіков — Митько
- «Собаче серце», М. Булгаков. Постановка — Арсеній Сагальчик — Пеструхін
- «Панянка-селянка», О. С. Пушкін. Мюзикл — Ігора Пономаренка. Режисер — заслужений діяч мистецтв Росії Олександр Петров — Міс Жаксон, англійка, гувернантка Лізи Муромської
- «Непридуманий анекдот про любов і смерть, або Контрабас», Патрік Зюскінд. Режисер-постановник — Ольга Макуніна, режисер — Наталя Індейкіна
- «Концерт закатованих помилок», за мотивами романів І. Ільфа та Є. Петрова «Золоте теля» і «Дванадцять стільців». Режисер — заслужений діяч мистецтв Росії, лауреат Державної премії Росії Григорій Козлов — Полихаєв, Скумбрієвич, Берлага
- «Щаслива вивертка», П'єр Маріво. Режисер — Андрій Андрєєв — Арлєкін
- «Скупий», Ж. Б. Мольєр. Режисер — лауреат Державної премії Росії Геннадій Тростянецький — Лафлеш, слуга Клеанта
- «Катерина Велика», Джордж Бернард Шоу. Постановка — лауреат Державної премії Росії Геннадій Тростянецький, режисер — Сергій Черкаський — Капітан Едстейстон
- «Кремлівські куранти», М. Погодін. Режисер — Юрій Мамін — Цар Борис, Дисидент
- «Три сестри», А. П. Чехов. Режисер — заслужений артист Росії Олександр Галібін — Ферапонт
- «Все життя попереду», Еміль Ажар. Режисер — Анатолій Праудін — Доктор Кац
- «Пампушка», Гі де Мопассан. Постановка — заслужений діяч мистецтв Росії і Киргизстану Владислав Пазі, режисер — Софія Маламуд — Фоланві, господар готелю
- «З коханими не розлучайтесь», Олександр Володін. Режисер — заслужений артист Росії Олександр Галібін — Шумилов
- «Слуга двох панів», Карло Гольдоні. Режисер — Андрій Прикотенко — Панталоне дей Бізоньйозі

### Ролі в дитячих спектаклях
- «Святочна розповідь з привидами», Чарльз Діккенс. Режисер — Юрій Томашевський — Скрудж
- «Сищик, або Ніхто», Астрід Ліндгрен. Режисер — Юрій Аникєєв — Калле

## Фільмографія
- 1972 — Монолог — гість на дні народження Ніни (відсутній у титрах)
- 1972 — Тютюновий капітан — Юхимка, слуга боярині Свіньїної
- 1973 — Крах інженера Гаріна — міліціонер (немає в титрах)
- 1973 — А ви кохали коли-небудь? — Вітя
- 1974 — Останнє літо дитинства — Генка Петров
- 1975 — Довгі версти війни — Васюков
- 1975 — Щоденник директора школи — танцюючий на весіллі (відсутній у титрах)
- 1976 — Труффальдіно з Бергамо — молодий гвардійців (відсутній у титрах)
- 1978 — Торішня кадриль — Петько
- 1978 — Омелян Пугачов — Павло I
- 1978 — Старшина — Чоботар
- 1978 — Вітер мандрів — Степан
- 1980 — Сицилійський захист — Володя Снігірьов
- 1980 — Про бідного гусара замовте слово — солуга (відсутній у титрах)
- 1980 — Накажи собі — Кусков
- 1982 — Взяти живим — Пряхін
- 1984 — Кольє Шарлотти — дільничий
- 1986 — Секретний фарватер — льотчик Сашко
- 1991 — Чоловіча компанія — Едик
- 1994 — Русська симфонія — перукар-стиліст
- 2000 — Агент національної безпеки-2 (16, 17 серія, «Людина без обличчя») — дільничний
- 2000 — Вулиці розбитих ліхтарів
- 2010 — Військова розвідка: Західний фронт — Аркадій, алкаш (філь 3-ій «Одинадцятий цех»)
- 2019 — Крик тиші — квартальний